# PKP-Baureihe Pu29
Die Lokomotiven der Reihe Pu29 der polnischen Staatsbahn PKP sind Schnellzug-Schlepptenderlokomotiven mit der Achsfolge 2’D1’ (Mountain).

## Geschichte
Die Hersteller Fablok und Cegielski hatten jeweils drei Prototypen von vierfach gekuppelten Schnellzugloks gebaut. Die aufgrund ihres Gesamtachsstandes für viele Drehscheiben zu lange Pu29 von Cegielski unterlag im Wettbewerb der Pt31 von Fablok, welche zudem eine größere Kesselleistung aufwies. Nach dem Überfall auf Polen verblieb die Pu29-2 in deutschem Besitz, sie wurde aber nicht in den Bestand der Deutschen Reichsbahn übernommen. Die beiden anderen Lokomotiven wurden im September 1939 vom sowjetischen NKPS erfasst. Diese wurden im Deutsch-Sowjetischen Krieg ebenfalls deutsche Beute und als 12 201 (Pu29-3) und 12 202 (Pu29-1) in den Bestand der Deutschen Reichsbahn eingereiht.

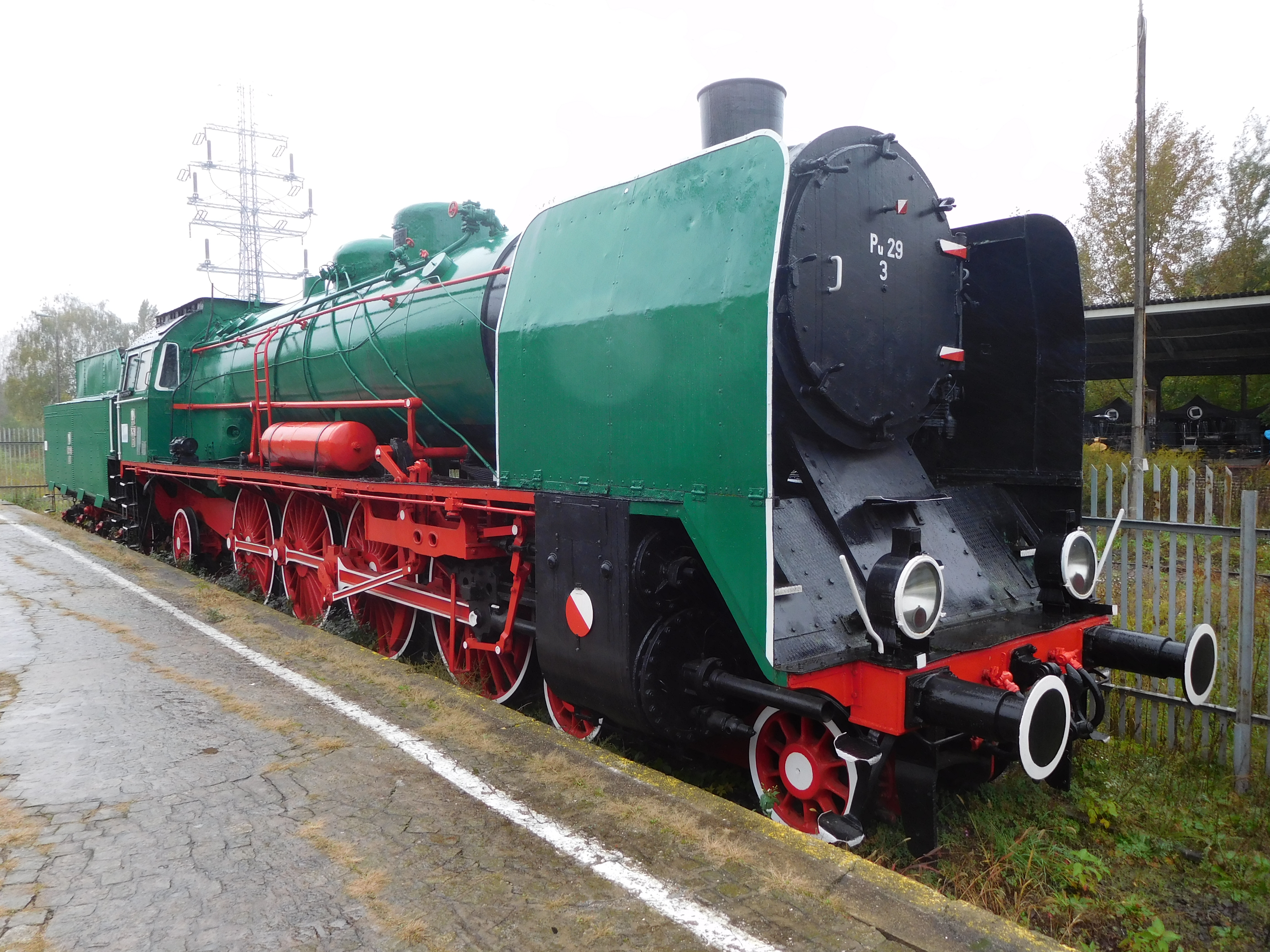
Pu29-3 im Eisenbahnmuseum Warschau (2017)

Nach dem Krieg stand die Pu29-1 in der Westzone. Auf Anweisung der Besatzer wurde sie 1951 aufgrund Stahlmangels während des Koreakrieges verschrottet. Pu29-3 war in der Tschechoslowakei verblieben und wurde am 27. April 1949 an die PKP zurückgegeben. Die PKP reihte die Lokomotive zunächst als Pt31-46 ein, änderte das aber später auf Pu29-1. Im Jahr 1970 wurde sie ausgemustert.
Die Lokomotive blieb als Exponat im Eisenbahnmuseum Kościerzyna erhalten. Seit 2012 steht sie sich im Eisenbahnmuseum Warschau.